# 정은주 (1975년)
정은주(1975년 1월 27일 ~ )는 대한민국의 기자이다. 서울신문 사회부 기자를 거쳐 한겨레 신문 경제부 기자로 활동하였다. 기자로 일하면서 다수의 '이달의 기자상'을 수상하였다.

## 경력
- 2002년 2월 ~ 2010년 9월:서울신문 사회부 기자
- 2010년 9월 ~ 2012년 4월:한겨레신문 경제부 기자
- 2012년 5월 ~ 2014년 3월:한겨레신문 출판미디어국 한겨레21부 경제팀 기자
- 2014년 3월 ~ 2015년 3월:한겨레신문 출판미디어국 한겨레21부 사회팀장
- 2015년 4월 ~ :한겨레신문 출판미디어국 한겨레21부 기자
- 한겨레 사회에디터석 사회정책팀 기자[3]

## 상훈
- 2008년:제213회 이달의 기자상 기획보도 부문
- 2009년:10대 인권보도상
- 2010년:제240회 이달의 기자상 취재보도 부문
- 2011년:제247회 이달의 기자상 경제보도 부문
- 2012년:제259회 이달의 기자상 기획보도 부문
- 2013년:제272회 이달의 기자상 기획보도 부문
- 2015년:제25회 민주언론상 본상
- 2016년:제47회 한국기자상 기획보도부문, 제304회 이달의 기자상 기획보도 부문

## 저서

### 공저
- 전다은·강선일·나해리·정은주. 《대한민국 취업 전쟁 보고서》. 더퀘스트. 2014년. ISBN 9788966188345
- 진실의 힘 세월호 기록팀. 《세월호, 그날의 기록》. 진실의힘. 2016년. ISBN 9791195716005

## 같이 보기
- 조용환